# Ривароль, Антуан
Антуа́н Риваро́ль (фр. Antoine Rivarol; 26 июня 1753, Баньоль-сюр-Сез, Гар — 11 апреля 1801, Берлин) — французский писатель, переводчик, журналист.

## Биография
Настаивал на своем знатном происхождении («граф»), присвоил себе частицу «де», но в действительности происходил из скромной итальянской семьи. Семейство Ривароли перебралось во Францию из Пьемонта, отец, хозяин постоялого двора «Три голубя» в небольшом южном городке, изменил фамилию на французский лад.
Учился в семинарии в Авиньоне, короткое время был священником в Лионе, решил посвятить себя литературным трудам и в 1776 приехал в Париж. Был представлен Вольтеру, сотрудничал с журналом Mercure de France, был незаурядным полемистом. Отличался едким и безжалостным остроумием, чем нажил себе немало врагов, блистал в салонах.
Написанное им совместно с Иоганном Христофом Швабом «Рассуждение о всеобщем характере французского языка» (1784), находившееся в русле просвещенческих поисков «всемирного языка», получило премию Королевской академии наук и искусств в Берлине, привлекло внимание Фридриха II. Перевёл «Ад» Данте (1785). Полемизировал с Шенье, Бомарше и многими другими. Его памфлет «Маленький альманах наших великих людей» (1788), высмеивавший претензии писателей эпохи, вызвал общественный скандал.
Во время Революции выступал на стороне монархии, был одним из редакторов Политической и национальной газеты Антуана Сабатье. Критика революционных идей и деятелей снискала Риваролю прозвище «Тацита революции», которое ему дал Эдмунд Бёрк.
С 1792 — в эмиграции (Брюссель, Амстердам, Гаага, Лондон, Гамбург, Берлин). Продолжал активную литературную деятельность. При Директории намеревался вернуться во Францию, но неожиданно заболел и безвременно скончался.

## Наследие и признание
В России мысли Ривароля были хорошо известны Вяземскому, Пушкину.
Во Франции избранные максимы и размышления Ривароля опубликовал в 1858 году Сент-Бёв.
«Максимы» Ривароля перевел на немецкий язык Эрнст Юнгер (1956), написавший о нём развернутое эссе. Премия Ривароля (фр.) была присуждена, среди других, Чорану (1949). С 1951 во Франции выходит двухнедельная газета крайне правых сил под названием «Ривароль», в ней когда-то регулярно печатался, среди других, Жан-Мари Ле Пен.

## Современные издания
- Ecrits politiques et littéraires. Paris: Grasset, 1956
- Discours sur l’universalité de la langue française, suivi des pensées, maximes, réflexions, anecdotes et bons mots/ Ed. par Hubert Juin. Paris: P. Belfond, 1966
- Œuvres complètes. Genève: Slatkine Reprints, 1968

## Публикации на русском языке
- Афоризмы, размышления, анекдоты: Шамфор, Ривароль. М.: Книга, 1991.